# Vámosoroszi
Vámosoroszi is een plaats (község) en gemeente in het Hongaarse comitaat Szabolcs-Szatmár-Bereg. Vámosoroszi telt 547 inwoners (2001).